# Bylahalli, Hassan
Bylahalli là một làng thuộc tehsil Hassan, huyện Hassan, bang Karnataka, Ấn Độ.